# Alexandr Nigmatulin
Alexandr Nigmatulin (en kazajo: Алехандр Нігматулін; Almá Atá, 15 de julio de 1987) es un deportista kazajo que compitió en escalada. Ganó una medalla de plata en el Campeonato Mundial de Escalada de 2009, en la prueba de velocidad.

## Palmarés internacional
| Campeonato Mundial | Campeonato Mundial | Campeonato Mundial | Campeonato Mundial |
| Año                | Lugar              | Medalla            | Prueba             |
| ------------------ | ------------------ | ------------------ | ------------------ |
| 2009               | Xining (China)     | Medalla de plata   | Velocidad          |